# Torkel Gregow
Per Johan Torkel Gregow, född 15 november 1935 i Trelleborg i Skåne län, död 6 februari 2025, var en svensk jurist.
Torkel Gregow tog juristexamen vid Lunds universitet 1958. Han tjänstgjorde som tingsnotarie 1959–1962, utnämndes till fiskal i Hovrätten för Västra Sverige 1963, assessor 1968 och blev hovrättsråd 1975. Han var byrådirektör hos Justitieombudsmannen 1964–1966, rättssakkunnig i Justitiedepartementet 1968–1969 och 1974–1981, samt sekreterare i Lagberedningen 1969–1971 och ledamot där 1971–1974. Torkel Gregow var justitieråd i Högsta domstolen 1981–2002, från 1998 som ordförande i HD.
Han var författare till rättsvetenskapliga monografier och lagkommentarer, främst på exekutionsrättens område. Gregow var utgivare av Sveriges Rikes Lag 2003–2010.